# Onthophagus matanyo
Onthophagus matanyo là một loài bọ cánh cứng trong họ Bọ hung (Scarabaeidae).